# فيضانات آسيا الوسطى 2024
فيضانات آسيا الوسطى 2024 هي فيضانات واسعة النطاق حدثت في أبريل 2024، وأثّرت على عدة مناطق في كازاخستان وروسيا، وعلى وجه التحديد في جبال الأورال وسيبيريا. مما أدى إلى انهيار سد أورسك. تم إعلان حالة الطوارئ الفيدرالية، حيث تم إجلاء مئات الآلاف من الأشخاص بما في ذلك 16.000 شخص في كازاخستان. لقي ما لا يقل عن ثمانية أشخاص حتفهم وغرقت مئات الماشية في الفيضانات التي وُصفت بأنها غمرت منطقة بحجم أوروبا الغربية.

## الآثار

### كازاخستان
في 10 أبريل، قالت وزارة حالات الطوارئ إنها قامت بإجلاء 96,472 شخصاً، بينهم 31,640 طفلاً، من المتضررين من الفيضانات التي ضربت الأجزاء الغربية والشمالية من البلاد، بما في ذلك مدينتي أكتوبي وبتروبافل، وكذلك مناطق أتيراو وأكتوبي وأكمولا وكوستناي وشرق كازاخستان وشمال كازاخستان وبافلودار.

### روسيا
حدثت الفيضانات في مقاطعات أورنبرغ وتومسك وتيومين وكورغان المتاخمة لكازاخستان.
 تفاقمت الفيضانات بسبب انهيار سد بالقرب من أورسك في 5 أبريل. شهدت العديد من أنظمة الأنهار الرئيسية ارتفاعًا في منسوب المياه فيها، بما في ذلك نهر الأورال، الذي يتدفق عبر روسيا وكازاخستان قبل دخوله بحر قزوين، ونهري توبول وإيشيم، وكلاهما من روافد نهر إيرتيش.